# Suhayl
Suhayl, de nom complet Suhayl, International Journal for the History of Exact and Natural Sciences in Islamic Societies, és una revista d'història de la ciència en l'antiguitat àrab.
La revista està publicada per la universitat de Barcelona i només publica articles en anglès i en àrab. Va ser fundada l'any 2000 per Joan Vernet i Ginés i Julio Samsó Moya, qui van ser els seus primers editors. Els seus editors actuals son Miquel Forcada i Cristian Tolsa.
La revista rep el seu nom per l'estrella Suhail, utilitzada comunament en la tradició islàmica per al càlcul de l'alquibla. La seva periodicitat és anual.
Des de 2009 es publica en col·laboració amb la Commision on History of Science and Technology in Islamic Societies (IUPHS-DHS).